# Leeaceae
Famille
Classification APG II (2003)
Classification APG III (2009)
La famille des Leeacées regroupe des plantes dicotylédones. Selon Watson & Dallwitz elle comprend 70 espèces réparties en un seul genre, Leea.
Elle se distribue en Australie, en Nouvelle-Guinée, en Asie du sud et du sud-est et une partie de l'Afrique. 

## Étymologie
Le nom vient du genre Leea, donné en hommage à James Lee, botaniste et horticulteur anglais,.

## Classification
En classification phylogénétique APG II (2003) et en classification phylogénétique APG III (2009) cette famille est invalide et ses genres sont incorporés dans la famille des Vitaceae.